# Bief de la Gazonne
Le bief de la Gazonne est le bief de partage du canal de Briare situé à Ouzouer-sur-Trézée, au nord du bourg, dans le département du Loiret en région Centre-Val de Loire.
Il est alimenté par l'étang du même nom et s'étend sur un peu plus de quatre kilomètres entre les écluses de la Gazonne côté Loire, et de la Javacière côté Loing.

## Histoire
À l'origine du canal, en 1642 (et même avant)[précision nécessaire], le bief de la Gazonne ne s'étendait que depuis l'écluse éponyme jusqu'au site du Rondeau, où se trouvait une écluse de faible chute qui se devine encore (à côté du silo et du pont routier). De là, le canal sinuait par le bief de la Montagne jusqu'au sommet de l'écluse septuple de Rogny, qui lui faisait descendre 24 m pour rejoindre le Loing.
Lors de la mise au gabarit Freycinet du canal, dans les années 1880-1890, un nouveau tracé est adopté entre le Rondeau et Rogny, allongeant le bief de partage de deux kilomètres environ et délaissant le bief de la Montagne et l'écluse septuple. Depuis la Javacière, le canal descend à présent jusqu'au Loing par six écluses séparées d'une chute moyenne de 4,10 m. 

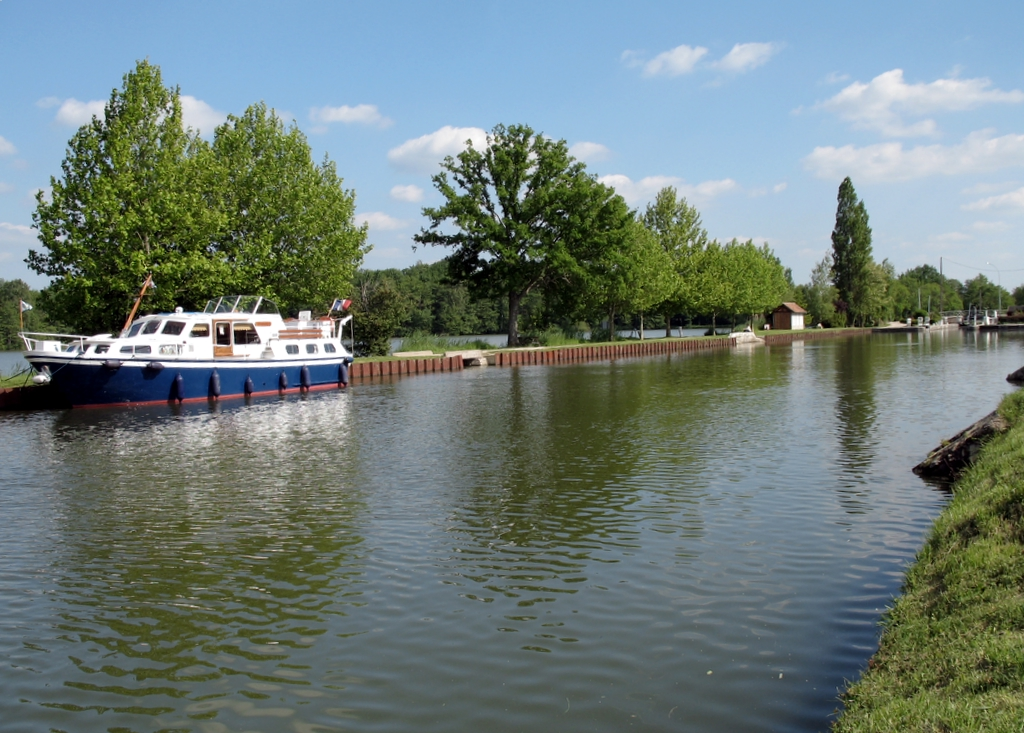
Le canal de Briare et l'étang de la Gazonne
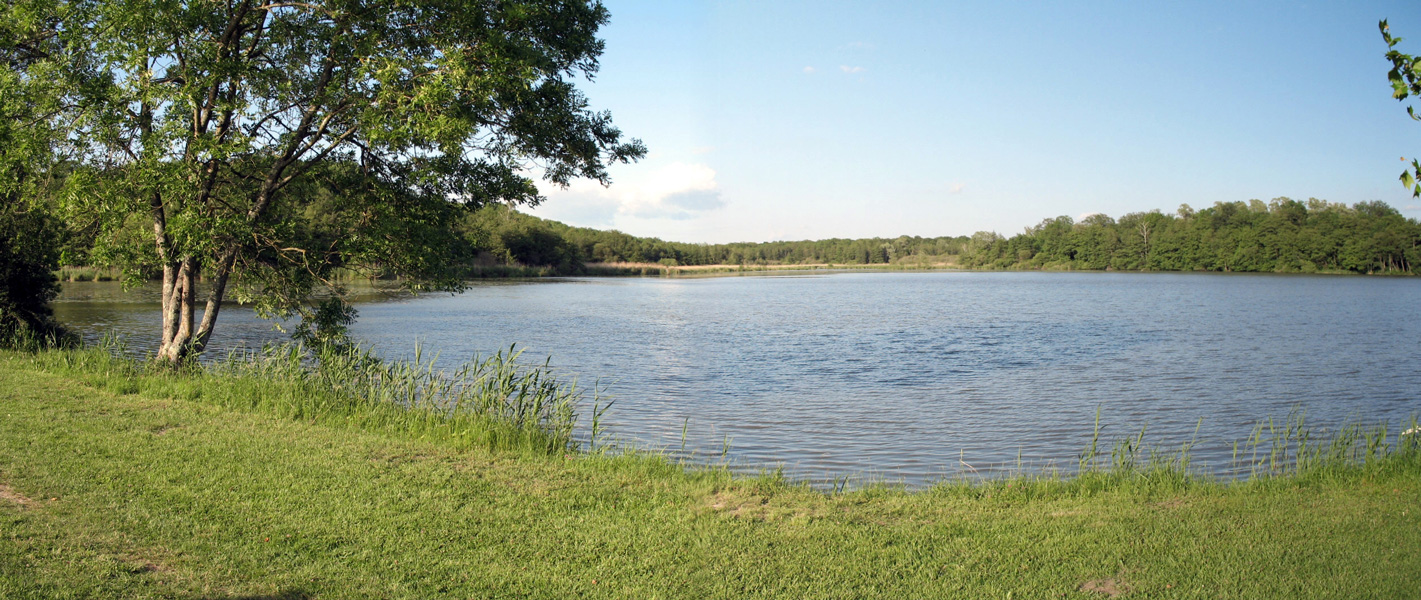
L'étang de la Gazonne